# Maria Carme Riu de Martín
Maria Carme Riu de Martín (Barcelona 1958) es historiadora de arte especialista en la cerámica catalana medieval. Licenciada en Historia del Arte en 1988 en la Universidad de Barcelona y doctorada en Filosofía en 1990 ha publicado sobre pensadores y políticos contemporáneos.

## Biografía
Riu ha investigado sobre la cerámica de materiales de construcción y sobre la cerámica artística de jarras, espejos y vidrios continuando los estudios que sobre cerámica medieval había hecho su padre Manuel Riu Riu. Ha colaborado en una veintena de libros y monografías y es autora de más de cincuenta artículos en revistas de arte. Ha participado en exposiciones y en jurados de los Premios Ciudad de Barcelona, entre otros.
La investigación cubre la cerámica catalana en los siglos XV al XVII, industria de importancia relevante en Cataluña por ser un complemento de la producción y el comercio agrícola (medidas y almacenamiento de aceites, vinos, grano, etc.) En las publicaciones de María Carme Riu se describe como trabajaban y vivían los artesanos: alfareros, vidrieros, esparteros, artesanos de espejos, caldereros y sus familias y también se tratan los precios de los productos, las onomásticas de los artesanos, con aportaciones originales sobre ceramistas como Rafael Passola y Miquel Passola.
Sobre la cerámica de materiales de construcción, Riu ha participado en excavaciones y remodelaciones de bóvedas de iglesias góticas. En sus trabajos se expone los precios de ladrillos, de las tejas, de baldosas y la posición económica y social (gremios, parentesco, contratos, etc.) de los artesanos, oficiales y otros trabajadores del sector. En su obra se citan regulaciones del Consejo de Ciento (Consell de Cent) y las de las operaciones de exportación del Consolat de Mar. En la ciudad de Barcelona se recuerda la importancia de la industria cerámica dedicándoles el nombre de algunas calles de la ciudad.
Riu ha publicado monografías sobre la situación política y social en la Cataluña moderna. Ha dado formación en la Escuela de Artes y Oficios de Barcelona y ha colaborado con el Departamento de Historia del Arte de la Universidad de Barcelona hasta el año 2017. También se ha dedicado a la creación propia en escultura y talla de madera, cerámica y fotografía. Sus obras se han expuesto en varias ciudades y ha participado en congresos internacionales y tiene trabajos de creación con obras expuestas en el Museo Comarcal de Manresa, en el Museo de Cerámica, el Museo de Arte Contemporáneo de Vilafamés, el Museo de Porcelana de Riga y el Museum of Hispanic and Latin American Art (Miami, EE. UU.).

## Obra

#### Publicaciones en congresos
- Análisis tipológico de las cerámicas halladas en las iglesias barcelonesas del siglo XIV.- Actes du 5ème Colloque sur la ceramique médiévale en Méditerraneée Occidentale (Rabat, 1991).- (ISBN: 9981-109-00-2).

- Cerámica verde-manganeso localizada en Cataluña (siglos XIV-XV): elementos decorativos.- “VII Congrès Internacional sur la Cerámique Médievale en Méditerranée” (Tesalónica, 11-16 de octubre de 1999).- (ISBN: 960-214-057-7).

- La producción y venta de cal en la Baja Edad Media catalana: su utilización en la muralla de Barcelona.- En “Os Reinos Ibéricos na Idade Média” Ed. Faculdade de Letras da Universidade Do Porto, 2003.- (ISBN: 972-26-2060-6).
- Josep Orriols i  Pons, ceramista.-  “IX Congreso de la Asociación de Ceramología: Tradición  y modernidad: la cerámica en el modernismo”.-(Barcelona), 2006.-   (ISBN: 84-475-3088-4)
- Estudio comparativo del herrero  Pere Canela y el ollero Joan Feliu (siglo XV y primera mitad del siglo XVI).-(Obras colectivas. Humanidades, 08).- Alcalá de       Henares, 2007.- (ISBN: 978-84-8138-751-3).
- Algunos aspectos de la producción y comercio de la cerámica barcelonesa de los siglos XIV-XVI.- “VIII Congrès Internacional sur la Céramique Medievale en   Méditerranée”.-Ciudad Real, 2009.-(ISBN: 978-84-613-6275-2).  Notas sobre la condición socioeconómica de los ceramistas barceloneses del s. XV.-  “IX Congreso Internacional de  Cerámica Medieval en el Mediterráneo”.- AIECM2-  Università ca Foscari.- Venezia, 2012.- (ISBN: 978-88-7814-540-5).
- Notas en torno a la función y las formas cerámicas a lo largo de los siglos.- “XVI Congrés de l’Associació de Ceramologia: “Origen y evolución de la alfarería de Agost y comarcas limítrofes”.- Agost, 2015.-(ISBN: 978-84-617-0933-5).
- Ladrilleros barceloneses de la primera mitad del siglo XV.- “X Congrès Internacional sur la Céramique Medievale en Méditerranée”.- Câmara Municipal do Silves- Asociación AIECM2.- Silves- 2015,(ISBN: 978-972-9375-48-4). Edición informática (2012):http://www.camertola.pt/caramica-medieval-mediterraneo/congresso-internacional.
- Jarreros barceloneses de la Baja Edad Media.- “1er Congrès International Thématique de l’AIECM3: “Jarres et grands contenants entre Moyen Âge et Époque Moderne”  (Montpellier-Lattes (France), 2014). (ISBN: 978-2-35371-979-2).
- The Ollers in Late Medieval Barcelona: their work.-“XI Congrès Internacional sur la Céramique Medievale en Méditerranée” 2015.- Asociación AIECM3- Antalya     University- Antalya, 2018.- p. 151-161.

#### Artículos en revistas
- Las piezas de cerámica halladas en las bóvedas de las iglesias barcelonesas del siglo XIV.- “Acta Historica et Archaeologia Mediaevalia” (Barcelona), núm. 13 (1992), p. 375-424.
- RIU DE MARTÍN, Mª CARMEN; NAGEL, KLAUS-JÜRGEN: La decoración cerámica en las cooperativas vinícolas catalanas.- “Cerámica” (Madrid), núm. 43 (1992), p. 80-86. (ISSN: 0210-010-X).
- Las medidas catalanas de líquidos (s. XIX y XX).- “Forum cerámico” (agosto, Alicante), núm. 5 (1996), p. 35-44. (ISSN: 1133-9438).
- Josep Orriols, un ceramista modernista.- “VI Congreso A.E.C.A. (Asociación española de críticos de arte,  6- 9 nov.)”.- Ibiza, 1992. Publicado en “Cerámica” (Madrid), núm. 60 (1997), p. 26-32.
- Rafael Solanic.- “Butlleti informatiu de ceràmica” (Barcelona), núm. 64-65 (1998), p. 4-9.
- El retablo de san Miguel y san Juan Bautista de la iglesia parroquial de Sant Llorenç  de Morunys (s. XV).- Homenatge al Dr. Riu “Acta Historica et Archaeologica Mediaevalia (Univ. Barcelona), núm. 20-21 (2000), p. 737-754 (Vol. 1).
- Ceramistas y vidrieros de Barcelona a través de los testamentos: aspectos socio-económicos, s. XV-XVII.-  “Estudis històrics i documents dels arxius de protocols”(Colegio de Notarios de Catalunya. Barcelona) XXI (2003), p. 227-266.(ISBN: 0211-0425).
- Onomástica y localización de algunos ceramistas y vidrieros barceloneses de los siglos XIV al XVII.- Homenaje a la prof. Josefa Arnall en “Acta Historica et   Archaeologica Mediaevalia” (Univ. Barcelona), núm. 25 (2004), p. 1045-1069.
- Vida cotidiana de los ceramistas y vidrieros barceloneses.- “Anuario de Estudios Medievales” (CSIC. Barcelona), núm. 34/1 (2004), p.307-355. (ISSN: 0066-5061).
- El patrimonio de ceramistas y vidrieros de Barcelona, siglos XV-XVII.-“Estudios històricos y documents de arxivos de protocols” (Colegio de  Notarios de Catalunya. Barcelona), XXII (2004), p. 15-56.
- Els barrals: producció, característiques i utilitat dins el món agrari (s. XIX-XX).- Homenaje al Dr. Emili Giralt en “Estudis d’Història Agraria” (CEHI.  Barcelona), núm. 17 (2004), p. 773-788. (ISBN: 84-475-2873-1 // ISSN: 0210-4830).
- Valoració socio-econòmica de la ceràmica i el vidre en relació a altres objectes de la vida quotidiana: Barcelona (s. XVI).- “Vè Congrés d´Història de Catalunya”,“La societat Catalana, sigles XVI-XVIII: identitats, conflictes, representacions” (Universitat de Barcelona , 15-19 desembre 2003), a “Pedralbes” (Revista d’ Historia Moderna. Univ. Barcelona), núm. 23 (2004), p. 703-715.
- La producción y comercio de la cerámica barcelonesa de los siglos XV-XVI: algunas modalidades contractuales.- Homenatge a la prof. Carme Batlle a “Acta Historica et Archaeologica Mediaevalia” (Univ. Barcelona), núm. 26 (2005), p.1099-1109.
- Ceramistas barceloneses del siglo XIV.-  “Boletín de Arqueología Medieval” (Asociación Española de Arqueología Medieval, Ciudad Real), núm. 12 (2005), p. 193-208. (ISSN: 0213-6090).
- El retaule de Santa Magdalena de les Tragines.- “Anuario de Estudios Medievales (CSIC, Barcelona), núm. 36/1 (2006), p. 355-384.
- El retaule de Santa Magdalena de les Tragines. Epíleg.- “Anuario de Estudios Medievales” (CSIC), núm. 37/1 (2007), p. 411-416.
- El obrador y la vivienda de un ceramista barcelonés de fines del siglo XV y principios del siglo XVI: Joan Feliu. Estudio comparativo.- “Boletín de Arqueología Medieval (Asociación Española de Arqueología Medieval, Ciudad Real), núm. 13 (2007), p. 323-341.
- La manufactura del vidrio y sus artífices en la Barcelona bajomedieval.- “Anuario de Estudios Medievales” (Barcelona), núm. 38/2  (2008), p. 585-609.
- Epistolari de Josep Maria López Picó i Marià Manent amb Fidel S. Riu i Dalmau.- “Butlleti de la Reial Academia de Bones Lletres de Barcelona” (Barcelona), núm.  LI (2007-08), p. 327-396. (ISSN: 0210-7481).
- Los negocios, la vida social y familiar de los ceramistas barceloneses del primer cuarto del siglo XV.- “Acta Historica et Archaeologica Mediaevalia” (Barcelona) núm. 30 (2009-10), p. 261-305.
- Aportació a l’onomàstica dels artesans barcelonins del segle XIV.- “De noms i de llocs”. Miscel·lània d’homenatge a Albert Manent i Segimon a “Societat d’Onomàstica”, núms. 117-118.- Barcelona, 2013.- p. 393-403. (ISBN: 0213-4098).
- Els mirallers i esparters a Barcelona durant el segle XV.- “Estudis històrics i documents dels arxius de Protocols” (Col·legi de Notàris de Catalunya. Barcelona) XXX (2012), p. 107-141.
- Caldereros barceloneses de la primera mitad del siglo XV.- “Acta Historica et Archaeologica Medievalia” (Dpt. H. Medieval, Universitat de Barcelona), núm. 31 (2011-2015), p. 393-421.
- Paz y exilio: el franquismo  y la derrota al nacionalismo catalán a través de Antoni Rovira i Virgili (1939-1949).- “Entremons” (Universitat Pompeu Fabra, Barcelona), núm. 7 (2014), p 138-150.  www.upf.edu/entremons/numero7/ . (ISSN electrònic: 2014-5217).
- Economía y organización del trabajo de los ceramistas (olleros, jarreros y escudilleros) barceloneses (s. XV).- “Acta Historica et Archaeologica Medievalia” (Dpt. H. Medieval, Universitat de Barcelona), núm.32  (2014-15), p. 479-524.
- Vidrieros y mercaderes de vidrio barceloneses en la primera mitad del siglo XV.- “Boletín de Arqueología Medieval” (Asociación Española de Arqueología Medieval, Ciudad Real), núm. 18 (2014), p. 51-80.

#### Cerámica
Las imágenes muestran algunas creaciones en exposiciones al público. Inicialmente, creaciones en formas geomètricas.
|  |  |  |  |